# Emil Borraß
 Emil Gustav Adolf Borraß (* 22. Februar 1856 in Forsthaus Büssen (Regierungsbezirk Marienwerder); † 16. November 1930 in Potsdam) war ein deutscher Geodät.

## Leben
Emil Borraß  war 1881–1917 bei Johann Jacob Baeyer und Friedrich Robert Helmert am Königlich Preußischen Geodätischen Institut und ab 1917 bei Louis Krüger am Preußischen Geodätischen Institut in Potsdam tätig, zunächst als Assistent und von 1901 bis 1921 als Abteilungsvorsteher und Professor. Er hat während dieser Zeit als Rechner und Beobachter bei Längen-, Polhöhen-, Azimut- und insbesondere Schwerkraftbestimmungen mitgewirkt. 
Mit der Veröffentlichung seines Berichts über die relativen Messungen der Schwerkraft mit Pendelapparaten in der Zeit von 1908/09 und ihre Darstellung im Potsdamer Schweresystem führte Emil Borrass das Potsdamer System als erstes international verwendetes Schwerereferenzsystem ein, das ein absolutes Schwereniveau definiert und zwischen 1909 und 1971 eine internationale Bedeutung als Referenz mit hoher Genauigkeit für gravimetrische Schwerewerte hatte.
Am 17. Dezember 1917 wurde Emil Gustav Adolf Borraß als Mitglied (Matrikel-Nr. 3398) in die Leopoldina aufgenommen.

## Schriften
- Bestimmung der Polhöhe und der Intensität der Schwerkraft auf zwei und zwanzig Stationen. Stankiewicz, Berlin 1896
- Relative Bestimmungen der Intensität der Schwerkraft auf den Stationen Bukarest, Tiglina bei Galatz, Wien, Charlottenburg und Pulkowa im Anschlusz an Potsdam. Stankiewicz, Berlin 1905
- Bericht über die relativen Messungen der Schwerkraft mit Pendelapparaten in der Zeit von 1808 bis 1909 und über ihre Darstellung im Potsdamer Schweresystem. Verhandlungen der 1909 in London und Cambridge abgehaltenen sechszehnten Allgemeinen Conferenz der Internationalen Erdmessung. III. Teil: Spezialbericht über die relativen Schweremessungen.  Reimer, Berlin 1911